# Communauté de communes du Pays de Moncontour
Die Communauté de communes du Pays de Moncontour ist ein ehemaliger französischer Gemeindeverband mit der Rechtsform einer Communauté de communes im Département Côtes-d’Armor, dessen Verwaltungssitz sich in dem Ort Moncontour befand. Sein Einzugsgebiet lag im Zentrum des Départements. Der am 30. Dezember 1993 gegründete Gemeindeverband bestand aus sechs Gemeinden.

## Aufgaben des Gemeindeverbands
Da die Mehrzahl der Gemeinden sehr klein war und Bürgermeister (Maires) im Nebenamt hatten, war die Communauté für verschiedene Aufgaben der beteiligten Gemeinden zuständig. Es bestanden mehrere Kommissionen (z. B. für Umweltschutz, Sport, wirtschaftliche Entwicklung, Müllsammlung etc.), welche übergemeindlich tätig waren.

## Historische Entwicklung
Der Communauté de communes du Pays de Moncontour gehörten fünf der zehn Gemeinden des Kantons Moncontour und die Gemeinde Plémy des Kantons Plouguenast an. Bis zum 1. Januar 2014 gehörte auch noch die Gemeinde Langast dazu.
Mit Wirkung vom 1. Januar 2017 wurde der Gemeindeverband aufgelöst und seine Mitgliedsgemeinden auf die Gemeindeverbände Saint-Brieuc Armor Agglomération und Communauté de communes Lamballe Terre et Mer aufgeteilt.

## Ehemalige Mitgliedsgemeinden
| Gemeinde      | Einwohner 1. Januar 2022 | Fläche km² | Dichte Einw./km² | Code INSEE | Postleitzahl |
| ------------- | ------------------------ | ---------- | ---------------- | ---------- | ------------ |
| Hénon         | 2.315                    | 40,87      | 57               | 22079      | 22150        |
| Moncontour    | 742                      | 0,48       | 1.546            | 22153      | 22510        |
| Plémy         | 1.583                    | 40,04      | 40               | 22184      | 22150        |
| Quessoy       | 3.930                    | 29,23      | 134              | 22258      | 22120        |
| Saint-Carreuc | 1.554                    | 12,69      | 122              | 22281      | 22150        |
| Trédaniel     | 896                      | 15,92      | 56               | 22346      | 22510        |